# Ивановский сельсовет (Виноградовский район)
Ивановский сельсовет — упразднённая административно-территориальная единица, существовавшая на территории Московской губернии и Московской области до 1923, 1925—1929 и 1934—1939 годах.
Ивановский сельсовет был образован в первые годы советской власти. По данным 1919 года он входил в состав Михалевской волости Бронницкого уезда Московской губернии.
В 1923 году Ивановский с/с был упразднён, но в 1925 восстановлен.
По данным 1926 года в состав сельсовета входили деревни Ивановка и Надеждино, будка 56 версты Московско-Казанской железной дороги и Надеждинский обхоз.
В 1929 году Ивановский с/с был упразднён, а его территория присоединена к Цибинскому с/с.
19 января 1934 года Ивановский с/с был восстановлен в составе Виноградовского района Московской области путём выделения из Цибинского с/с.
17 июля 1939 Ивановский с/с был упразднён. При этом селение Ивановка было передано в Цибинский с/с, а Надеждино — в Бисеровский с/с.